# Annie Dillard
Annie Dillard (30 de abril de 1945) es una autora estadounidense, conocida por su prosa narrativa tanto en ficción como en no ficción. Ha publicado obras de poesía, ensayos, prosa y crítica literaria, así como dos novelas y unas memorias. Su trabajo de 1974  Pilgrim at Tinker Creek ganó el Premio Pulitzer de 1975 por la no ficción general. Dillard enseñó durante 21 años en el departamento de inglés de la Universidad Wesleyana, en Middletown, Connecticut.

## Primeros años e infancia americana
Annie Dillard era la mayor de tres hijas en su familia, los detalles de la primera infancia se pueden extraer de la autobiografía de Annie Dillard, Una infancia americana  (1987) sobre el crecimiento en el vecindario de Point Breeze en Pittsburgh, comienza en 1950 cuando ella tenía cinco años. Sus memorias se centran en "despertar" de una infancia ensimismada y sumergirse en el momento presente del mundo más grande. Ella creció en Pittsburgh en los años 50 en "una casa llena de comediantes". Describe a su madre como una enérgica inconformista, su padre le enseñó muchos temas útiles, como plomería, economía y las complejidades de la novela En el camino, aunque al final de su adolescencia comienza a darse cuenta de que ninguno de sus padres es infalible.
En su autobiografía, Dillard describe la lectura de una amplia variedad de temas que incluyen: geología, historia natural, entomología, epidemiología y poesía, entre otros. Entre los libros influyentes de su juventud se encontraban la forma natural de dibujar y el libro de campo de estanques y arroyos porque le permitían una forma de interactuar con el momento presente y una forma de escapar, respectivamente. Sus días estuvieron llenos de clases de exploración, piano y baile, recolección de rocas, recolección de insectos, dibujo y lectura de libros de la biblioteca pública, incluida la historia natural y la historia militar, como la Segunda Guerra Mundial.
De niña, Dillard asistió a la Iglesia Presbiteriana de Shadyside en Pittsburgh, aunque sus padres no asistieron. Pasó cuatro veranos en el Campamento de la Ligonier (Pensilvania) (PIP) en Ligonier, Pensilvania. Como adolescente, dejó de asistir a la iglesia por "hipocresía". Cuando le dijo a su ministro de su decisión, le dieron cuatro volúmenes de las charlas transmitidas por C.S. Lewis, de las que apreció la filosofía del autor sobre el sufrimiento, pero en otros lugares encontró el tema abordado de manera inadecuada.
Asistió a las Escuelas Públicas de Pittsburgh hasta el quinto grado y luego a la Escuela Ellis hasta la universidad.

## Carrera universitaria y escrita
Dillard asistió a la Universidad de Hollins en Roanoke, Virginia donde estudió literatura y escritura creativa, se casó con su profesor de escritura, el poeta R. H. W. Dillard, ocho años mayor que ella. De su experiencia universitaria, Dillard declaró: "En la universidad aprendí a aprender de otras personas зor lo que a mí respecta, escribir en la universidad no consistía en lo que Annie tenía que decir, sino en lo que Wallace Stevens tenía que decir. No vine a la universidad para pensar en mis propios pensamientos, vine a aprender lo que se pensaba". En 1968 obtuvo una maestría en inglés, su tesis sobre Henry David Thoreau mostró cómo Walden Pond funcionaba como "la imagen central y el punto focal para el movimiento narrativo de Thoreau entre el cielo y la tierra". Dillard pasó los primeros años después de graduarse de la pintura al óleo, escribir y llevar un diario, varios de sus poemas y cuentos fueron publicados y durante este tiempo ella también trabajó para el Programa contra la pobreza de Johnson.
Las obras de Dillard han sido comparadas con las de Virginia Woolf, Gerard Manley Hopkins, Emily Dickinson, William Blake y John Donne y cita a Henry James, Thomas Hardy, Graham Greene, George Eliot y Ernest Hemingway entre sus autores favoritos.

### Entradas para una Rueda de Oración
En su primer libro de poemas Entradas para una Rueda de Oración (1974), Dillard primero articuló temas que luego exploraría en otras obras de prosa.

### Peregrino en Tinker Creek
Los diarios de Dillard sirvieron como fuente para Peregrino en Tinker Creek (1974), una narrativa de no ficción sobre el mundo natural cerca de su casa en Roanoke, Virginia. Aunque el libro contiene capítulos con nombre, no es (como algunos críticos supusieron) una colección de ensayos. Los primeros capítulos fueron publicados en The Atlantic, Harpers y Sports Illustrated. El libro describe a Dios mediante el estudio de la creación, lo que lleva a un crítico a llamarla "uno de los principales escritores de terror del siglo XX". En The New York Times, Eudora Welty dijo que el trabajo era "escritura admirable" que revela "una sensación de asombro tan intrépida y desenfrenada ... [una] intensidad de experiencia que parece vivir para declarar", pero "yo honestamente, no sé de qué está hablando [Dillard] en ... momentos". El libro ganó el Premio Pulitzer 1975 de No ficción General, cuando Dillard tenía 29 años.

### Holy the Firm
Un día Dillard decidió comenzar un proyecto en el que escribiría sobre lo que sucedió en Lummi Island dentro de un período de tres días, cuando un avión se estrelló el segundo día, Dillard comenzó a contemplar el problema del dolor y la tolerancia de Dios de que "el mal natural suceda".
Aunque Holy the Firm (1977) tenía solo 66 páginas, tardó 14 meses, escribiendo a tiempo completo, en completar el manuscrito, en el New York Times, el novelista de Book Review Frederick Buechner lo llamó "un libro raro y precioso". 
Mientras que otros críticos contemporáneos se preguntaban si ella estaba bajo la influencia de drogas alucinógenas, Dillard lo niega.

### Enseñando a hablar a una piedra(Teaching a Stone to Talk)
Teaching a Stone to Talk (1982) es un libro de 14 ensayos narrativos y viajes cortos de no ficción, el ensayo "Life on the Rocks: The Galapagos" ganó el premio del New York Women's Press Club y "Total Eclipse" fue elegido para los mejores ensayos estadounidenses del siglo XX (2000). Como Dillard misma señala, "The Weasel" es muy divertido, el muy mal servicio de la iglesia es (creo) hilarante". Después de la primera edición de tapa dura del libro, el orden de los ensayos cambió. Inicialmente, "Living Like Weasels" fue el primero, seguido de "An Expedition to the Pole". "Total Eclipse" se encontró entre "En una colina muy lejos" y "Lentes".
Los ensayos son intitulados
- "Eclipse total"
- "Una expedición al Polo"
- "Vivir como comadrejas"
- "En la jungla"
- "El venado en Providencia"
- "Enseñando una piedra para hablar"
- "En una colina muy lejos"
- "Lentes"
- "La vida en las rocas: las Galápagos"
- "Un campo de silencio"
- "Dios en la entrada"
- "Mirage"
- "Sojourner"
- "Ases y Ochos"

### Vivir por ficción
En Vivir por ficción (1982), Dillard produjo su "teoría sobre por qué el aplanamiento del carácter y la narrativa no puede suceder en la literatura como lo hizo cuando las artes visuales rechazaron el espacio profundo para el plano pictórico". Más tarde dijo que en el proceso de escribir este libro, se convenció de escribir una novela anticuada.

### Encuentros con escritores chinos
Encuentros con escritores chinos (1984) es una obra de periodismo, una parte tiene lugar en China, donde Dillard fue miembro de una delegación de seis escritores y editores estadounidenses, tras la caída de la Banda de los Cuatro. En la segunda mitad, Dillard alberga un grupo de escritores chinos a quienes lleva a Disneyland junto con Allen Ginsberg. Dillard lo describe como "hilarante".

### La vida de la escritura
La vida de la escritura (1989) es una colección de ensayos cortos en los que Dillard "discute con ojos claros y con ironía cómo, dónde y por qué escribe". The Boston Globe lo llamó "una especie de Strunk & White espiritual, una pequeña y brillante guía para el paisaje de la tarea de un escritor". El Chicago Tribune escribió que, "Para los que no escriben, es un vistazo a las pruebas y satisfacciones de una vida dedicada a las palabras. Chicago Tribune escribió que "Para los no escritores, es un vistazo a las pruebas y las satisfacciones de una vida dedicada a las palabras. Para los escritores, es una conversación cálida y divagante con un colega estimulante y con un talento extraordinario". Detroit News lo llamó "un volumen de repuesto ... que tiene el poder y la fuerza de una bomba detonante". Según una biografía de Dillard escrita por su esposo Robert D. Richardson y publicada en su sitio web oficial, Dillard "repudia La vida de la escritura, a excepción del último capítulo, la verdadera historia del piloto de dobles Dave Rahm".

### El vivo
La primera novela de Dillard, El vivo (1992), se centra en los primeros colonos europeos de la costa del noroeste del Pacífico. Mientras escribía el libro, se limitó a leer obras posteriores a la época en que se estableció El Vivir, y tampoco utilizó palabras anacrónicas.

### Mañanas como esta
Mañanas como esta (1995) es un libro dedicado a la poesía fundada. Dillard tomó y arregló frases de varios libros antiguos, creando poemas que a menudo son de tono irónico. Los poemas no están relacionados con los temas de los libros originales. "Un buen truco debería ser difícil y fácil", dijo Dillard. "Estos poemas fueron un mal truco. Se ven fáciles y son realmente difíciles".

### Siendo por el momento
Siendo por el momento (1999) es un trabajo de narrativa no ficción, sus temas reflejan los diversos capítulos del libro e incluyen "nacimiento, arena, China, nubes, números, Israel, encuentros, pensador, maldad y ahora". En sus propias palabras sobre este libro, escribe: "Renuncié a la Iglesia Católica y al cristianismo, me mantengo cerca del cristianismo y el jasidismo".

### Los Maytrees
Los Maytrees (2007) es la segunda novela de Dillard, la historia, que comienza después de la Segunda Guerra Mundial, habla de un amor de por vida entre un esposo y una esposa que viven en Provincetown, Cabo Cod. Fue finalista del Premio PEN / Faulkner de ficción en 2008.

## Premios
Los libros de Dillard han sido traducidos a al menos 10 idiomas, su libro ganador del Pulitzer en 1975, Pilgrim at Tinker Creek, hizo la encuesta de Random House sobre los 100 mejores libros de no ficción del siglo. La encuesta de LA Times sobre las 100 mejores novelas occidentales del siglo incluye The Living. Los 100 mejores libros espirituales del siglo (ed. Philip Zaleski) también incluyen Pilgrim at Tinker Creek. Los 100 mejores ensayos (Ed. Joyce Carol Oates) incluyen "Total Eclipse", de Teaching a Stone to Talk. Pilgrim en Tinker Creek, en 1999, y For the Time Being, en 2002, ambos ganaron el Premio Maurice-Edgar Coindreau a la Mejor traducción en inglés, ambos traducidos por Sabine Porte.
En 2000 Dillard's For the Time Being recibió el Premio PEN / Diamonstein-Spielvogel por el Arte del Ensayo.
Para celebrar el centenario de su ciudad en 1984, Orquesta Sinfónica de Boston encargó a Sir Michael Tippett componer una sinfonía. Él basó parte de su texto en Pilgrim at Tinker Creek.
En 2005 la artista Jenny Holzer utilizó An American Childhood, junto con otros tres libros, en su obra de arte "de desplazamiento" basada en la luz "Para Pittsburgh", instalada en el Museo Carnegie de Pittsburgh.
El 10 de septiembre de 2015 Dillard recibió una Medalla Nacional de Humanidades.

## Vida personal

### Relaciones
En 1965 se casó con su profesor de escritura creativa, Richard Dillard. En 1975, se divorciaron amistosamente y ella se mudó de Roanoke a Lummi Island, cerca de Bellingham, Washington. Ella enseñó en Western Washington University a tiempo parcial como escritora en residencia. Más tarde se casó con Gary Clevidence, un profesor de antropología en el Fairhaven College de WWU y tienen un hijo, Cody Rose. Dillard ha estado casado durante más de dos décadas con el biógrafo histórico Robert D. Richardson, a quien conoció después de enviarle una carta de admirador sobre su libro Henry Thoreau: Una vida de la mente.

### Enseñando
Desde 1980 Dillard enseñó durante 21 años en el departamento de inglés de la Universidad Wesleyan, en Middletown, Connecticut.

### Religión
Después de la universidad, Dillard dice que se convirtió en "espiritualmente promiscua". Su primer libro en prosa, Pilgrim at Tinker Creek, hace referencia no solo a Cristo y la Biblia, sino también al Islam y al judaísmo, el budismo y la espiritualidad inuit. Dillard por un tiempo se convirtió al catolicismo alrededor de 1988, esto fue descrito en detalle en un resumen del New York Times de su trabajo en 1992, en 1994 ganó el Premio Campion, otorgado a un escritor católico todos los años por los editores de América. En su libro de 1999, For the time being, describe su abandono del cristianismo, describiendo el supuesto absurdo de algunas doctrinas cristianas, al tiempo que afirma que aún se mantiene cerca del cristianismo y continúa valorizando al escritor católico Teilhard de Chardin. Su sitio web personal muestra su religión como "ninguna".

### Filantropía
Su sitio web vende sus pinturas para beneficiar a la organización benéfica Partners in Health, que fue fundada por el Dr. Paul Farmer para librar al mundo de las enfermedades infecciosas.

## Trabajos mayores
- 1974 Tickets for a Prayer Wheel ISBN 0-8195-6536-9 (en inglés)
- 1974 Pilgrim at Tinker Creek ISBN 0-06-095302-0 (en inglés). Traducción castellana: Una temporada en Tinker Creek, Madrid, Errata naturae, 2017. Trad. Teresa Lanero Ladrón de Guevara.
- 1977 Holy The Firm ISBN 0-06-091543-9 (en inglés)
- 1982 Living By Fiction ISBN 0-06-091544-7 (en inglés)
- 1982 Teaching a Stone To Talk ISBN 0-06-091541-2 (en inglés). Traducción castellana: Enseñarle a hablar a una piedra, Madrid, Errata naturae, 2019. Trad. Teresa Lanero Ladrón de Guevara
- 1984 Encounters with Chinese Writers ISBN 0-8195-6156-8 (en inglés)
- 1987 An American Childhood ISBN 0-06-091518-8 (en inglés)
- 1989 The Writing Life ISBN 0-06-091988-4 (en inglés)
- 1992 The Living ISBN 0-06-092411-X (en inglés)
- 1995 Mornings Like This: Found Poems ISBN 0-06-092725-9 (en inglés)
- 1999 For the Time Being ISBN 0-375-40380-9 (en inglés)
- 2007 The Maytrees ISBN 0-06-123953-4 (en inglés)
- 2016 The Abundance: Narrative Essays Old & New ISBN 0-06-243297-4 (en inglés)

## Otras lecturas
- Johnson, Sandra Humble (1992). El espacio entre: Epifanía literaria en el trabajo de Annie Dillard. Kent, Ohio: Kent State University Press. ISBN 978-0-87338-446-9. OCLC 23254581
- Parrish, Nancy C. (1998). Lee Smith, Annie Dillard y Hollins Group: una génesis de los escritores. Baton Rouge, LA: Louisiana State University Press. ISBN 978-0-8071-2243-3. OCLC 37884725
- Smith, Linda L. (1991). Annie Dillard. Nueva York. NY: Editoriales de Twayne. ISBN 0-8057-7637-0. OCLC 23583395.